# Palacio Müller
El Palacio Müller es un edificio granadino construido en 1915 por el arquitecto Ángel Casas Vílchez por encargo de la familia Müller.

## Introducción
El antiguo Palacio de los Müller se encuentra en el n.º 50 (antiguamente n.º 48) de la Gran Vía de Colón, Granada. Es un edificio de 1916, obra del arquitecto granadino Ángel Casas. De estilo neoplateresco, continúa con la tradición palaciega española. Actualmente es la sede de la Subdelegación del Gobierno Civil.

## Historia
El edificio fue proyectado para los herederos de Manuel José Rodríguez-Acosta, uno de los destacados promotores de la Gran Vía; aunque, al final acabó perteneciendo a la familia Müller, de la que recibe su nombre. Desgraciadamente, este palacio estuvo marcado por un halo de mala suerte para sus propietarios. En efecto, don Antonio Müller, propietario del palacio, gran amante de su casa, para la que no reparó en gastos con el fin de que no le faltase detalle, tanto por dentro como por fuera, decidió quitarse la vida con un arma de fuego por algo que entonces era muy común, una deuda de honor, propia de caballeros. Los rumores que corrieron entonces por la ciudad dicen que el trágico suceso se produjo el mismo día que se inauguraba la casa: el anfitrión daba una fiesta y hasta pasaba por la puerta la procesión de la Virgen de las Angustias. Sean ciertos o no, los numerosos rumores y leyendas de la época dieron lugar a que el edificio se conociera como el “palacio encantado”.
Más tarde la edificación fue comprada el 6 de diciembre de 1941 por Antonio Gallego Burín, a la sazón alcalde de la ciudad, por el precio de 1.500.000 pesetas de la época, y pasó a ser sede del Gobierno Civil, anteriormente ubicada en la actual facultad de Derecho.

## Arquitectura
El edificio consta de una vivienda unifamiliar con sótano, planta baja, dos pisos superiores, torres en las esquinas y un jardín con pabellón exterior. Todo el recinto está rodeado por una verja de la Fundición Castaños sobre zócalo de piedra. 
En general, podríamos identificarlo como un edificio ecléctico, donde se entremezclan elementos de distintos estilos del pasado. Destaca el movimiento en la disposición asimétrica del conjunto; la gran cantidad de decoración, tanto en barandas como en cornisas, y la torre que da a una de las calles adyacentes, que adquiere un remarcable protagonismo en la imagen del conjunto. Tanto esta como las tres plantas del inmueble reciben un tratamiento neoplateresco en fachada, en la que el gran tamaño y coronación de los huecos de las plantas inferiores, de carácter masivo, contrasta con la disposición de estos en la planta superior y en la torre, en la que los pequeños huecos coronados con arcos y separados por pequeñas columnas proporcionan una apariencia mucho más ligera. 
El jardín es de trazado geométrico y conserva un pabellón aislado donde consta la fecha de construcción. Por una escalinata curva se llega a un porche también curvo y cubierto por una terraza visitable, que sirve de antesala al edificio. Esta escalinata está dispuesta no en la fachada frontal de la Gran Vía sino en la lateral, mirando al jardín, que se halla enmarcado por las dos torres de tres alturas. Bajo la terraza podemos encontrar una arcada de forma abalconada, dispuesta en la parte derecha de la fachada de la Gran Vía, junto a una esbelta torre de cuatro alturas, en la que puede observarse todo un programa de motivos platerescos tales como medallones con cabezas humanas, grutescos y decoración de candelieri. Otros motivos utilizados y que son característicos de este estilo que también han sido utilizados en el palacio son las balaustradas de los balcones y los mascarones de las torres de la fachada principal interior, así como la crestería con pináculos que rematan los alzados del edificio. En el interior, un gran hall alargado y de considerable altura da acceso en su recorrido a las diferentes salas y habitaciones. 
La torre de cuatro alturas se presenta adelantada respecto del plano de la fachada del resto de la edificación, si bien continúa la alineación oficial de la calle, aunque junto con el del Banco de España es el único de la Gran Vía cuya fachada se retranquea. Los cuerpos de las dos primeras alturas presentan balcones con balaustrada; el de la tercera, una ventana serliana sostenida por columnitas, cerrada por antepecho de hierro y flanqueada por estípites; y la cuarta y última, una galería de tres arcos de medio punto sostenidos por columnas que interrumpe el desarrollo de la balaustrada de cierre. Los arcos están flanqueados por pilastras estriadas de orden jónico, siendo la decoración plateresca similar a la descrita en la balconada. 
La valiosa finca enriquece su interior con salones lujosamente decorados: una sala árabe en esquina de gran valor; bellos azulejos, artesonados de calidad y extraordinarias labores de carpintería. Responde plenamente a lo que señalaba Gabriel Pozo en su libro sobre la Gran Vía: la idea inicial de bulevar parisino, tanto en el ornato como en la distribución de sus espacios interiores. Obra con el sello inconfundible de su autor, arquitecto elegantísimo, que solía dirigir sus construcciones con guantes y bastón, y que llegó a ser decano del colegio de Arquitectos de Granada.